# Bidjabidjan
Bidjabidján es una ciudad de Guinea Ecuatorial. 
Esta localidad se ubica en la provincia de Kié-Ntem y tiene una población estimada de 4998 habitantes (según estimaciones de 2005).